# Himantura oxyrhyncha
Himantura oxyrhyncha és una espècie de peix pertanyent a la família dels dasiàtids.

## Descripció
- Pot arribar a fer 36 cm de llargària màxima.[3][4]

## Reproducció
És ovovivípar.

## Hàbitat
És un peix d'aigua dolça i salabrosa, demersal i de clima tropical, el qual també es pot trobar als estuaris.

## Distribució geogràfica
Es troba a Cambodja, Tailàndia i Borneo.

## Estat de conservació
El seu hàbitat es troba seriosament amenaçat per la contaminació fluvial dels productes químics agrícoles, les aigües residuals, els residus industrials, l'extracció de fusta i els projectes d'enginyeria fluvial (com ara, la construcció de preses al riu Chao Phraya).

## Observacions
És inofensiu per als humans.